# Fuenterrobles
Fuenterrobles ist eine spanische Gemeinde (Municipio) mit 695 Einwohnern (Stand: 2024) in der Valencianischen Gemeinschaft, in der Comarca La Plana de Utiel–Requena. 

## Lage
Fuenterrobles liegt etwa 100 Kilometer westnordwestlich von Valencia in einer Höhe von ca. 880 m. Im Gemeindegebiet liegt der Flugplatz Fuenterrobles.

## Geschichte
| Jahr      | 1900  | 1930  | 1950  | 1960  | 1970 | 1981 | 1991 | 2001 | 2011 | 2021 |
| --------- | ----- | ----- | ----- | ----- | ---- | ---- | ---- | ---- | ---- | ---- |
| Einwohner | 1.076 | 1.311 | 1.398 | 1.229 | 964  | 833  | 740  | 725  | 755  | 694  |

## Kultur und Sehenswürdigkeiten
- Jakobuskirche  (Iglesia de Santiago Apóstol) von 1757
- Kalvarienkapelle

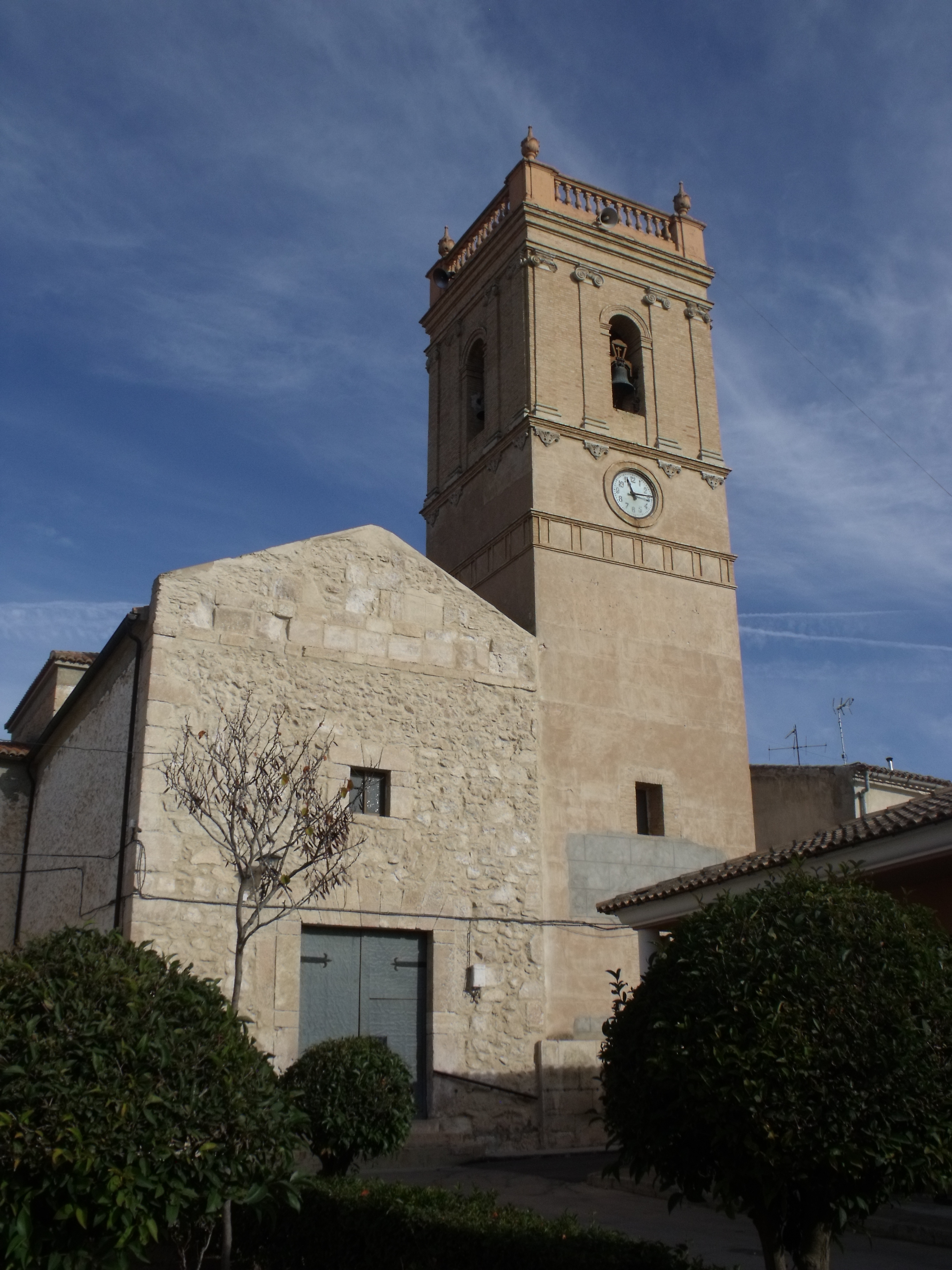
Jakobuskirche
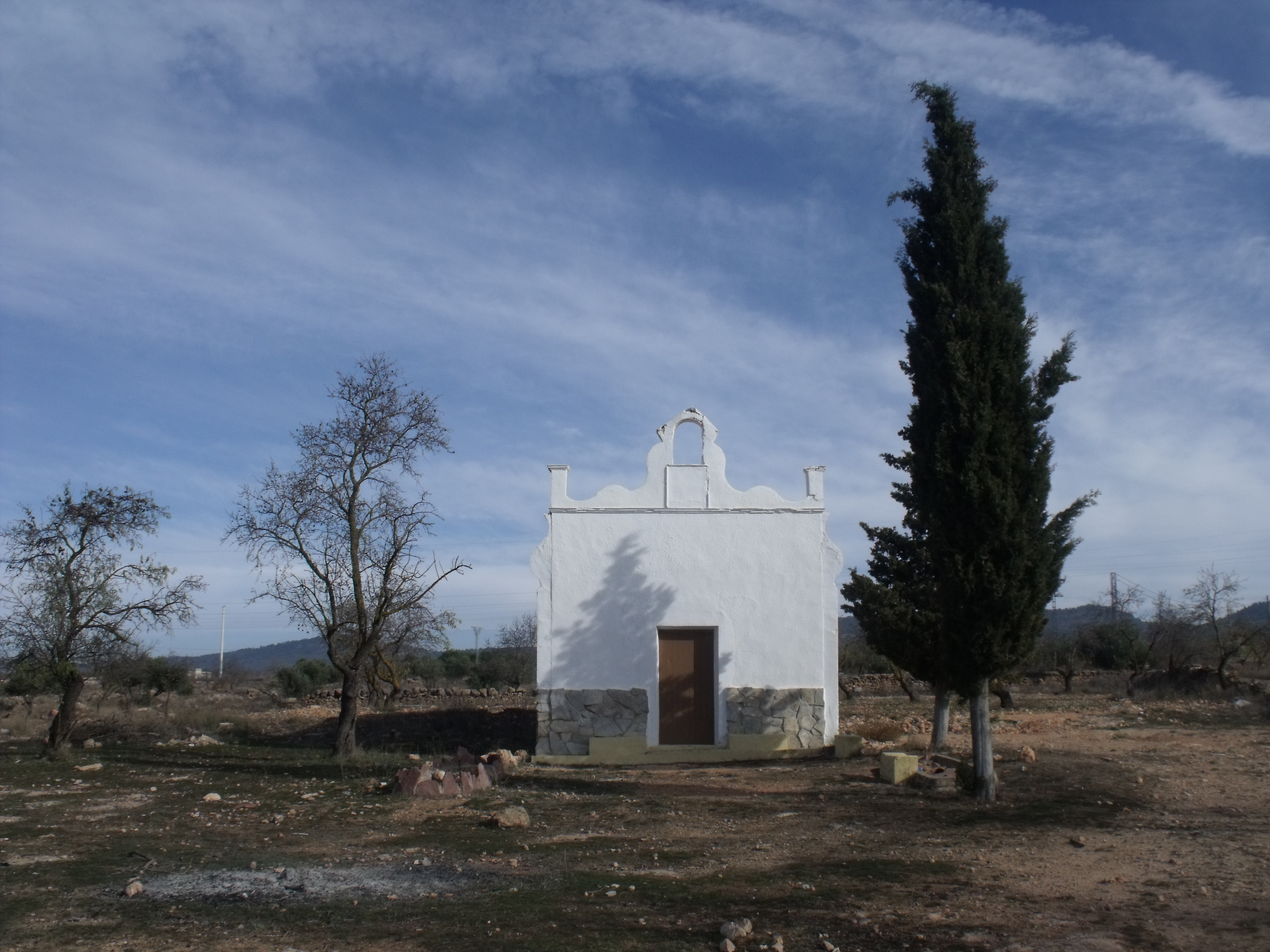
Kalvarienkapelle
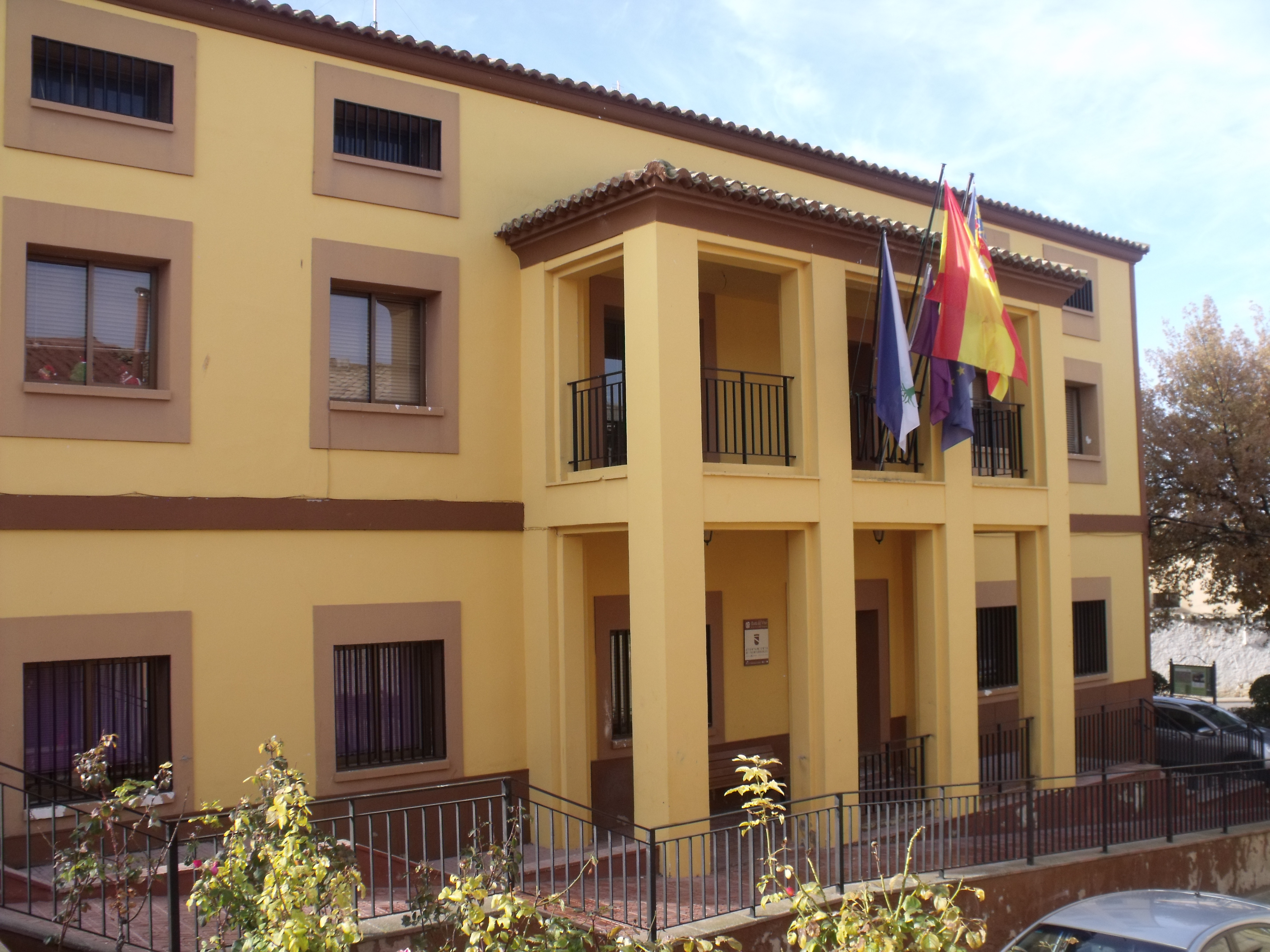
Rathaus